# U+26BF
 (octobre 2023).
Le caractère Unicode U+26BF (⚿) représente une clef encadrée mais dans certains cas, il pourrait représenter le contrôle parental. Ce caractère est un émoticône.